# Naussannes
 Naussannes  (en occitano Nauçanas) es una población y comuna francesa, situada en la región de Aquitania, departamento de Dordoña, en el distrito de Bergerac y cantón de Beaumont-du-Périgord.

## Demografía
| 239 | 238 | 192 | 194 | 189 | 182 |
| Para los censos de 1962 a 1999 la población legal corresponde a la población sin duplicidades (Fuente: INSEE [Consultar]) |     |     |     |     |     |